# Торингтън (Уайоминг)
Торингтън (на английски: Torrington) е град в окръг Гоушън, щата Уайоминг, САЩ. Торингтън е с население от 5776 жители (2000) и обща площ от 9,3 km². Намира се на 1251 m надморска височина. ЗИП кодът му е 82240, а телефонният му код е 307.